# Geniza afgańska

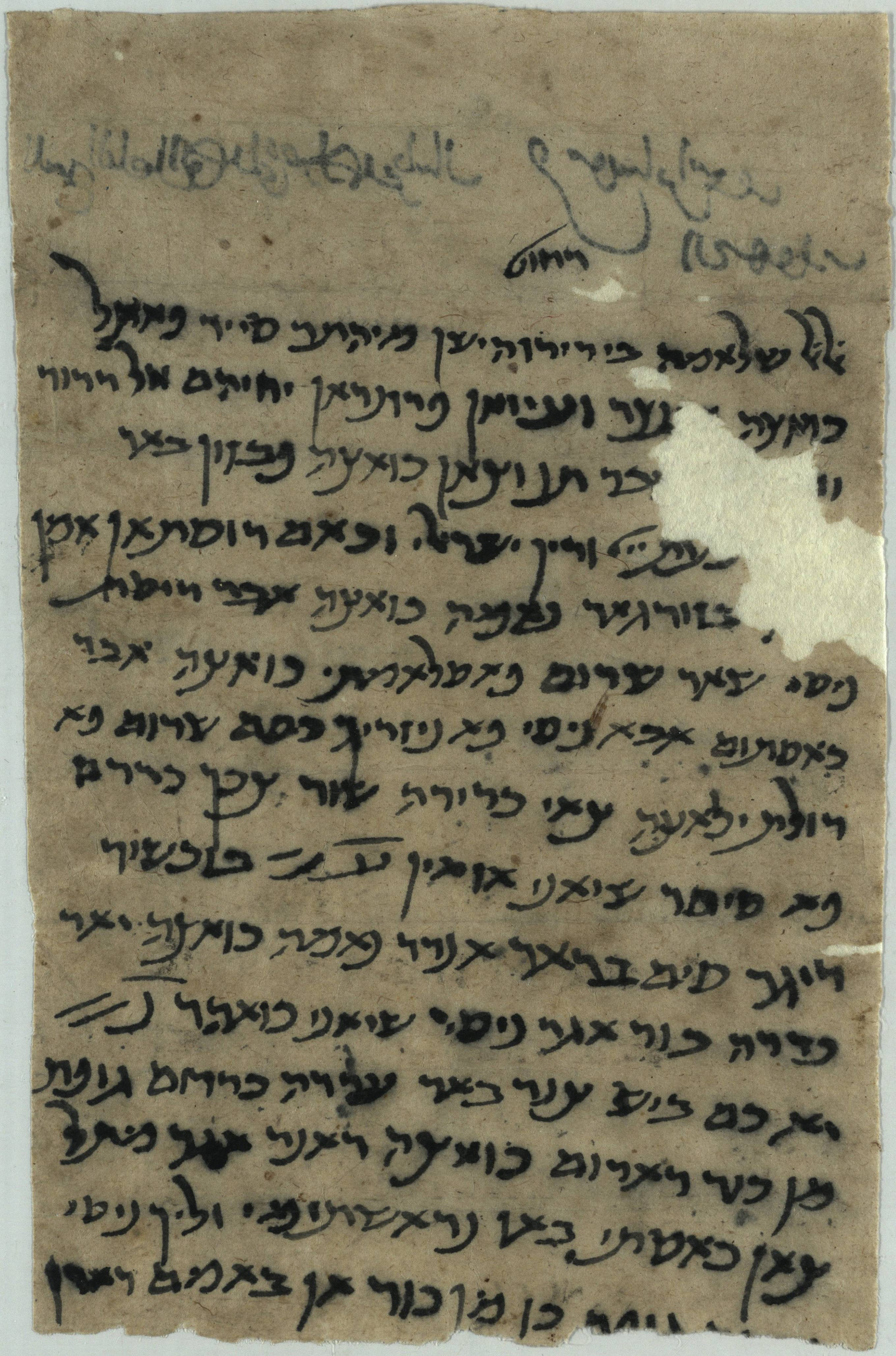
List w języku judeoperskim odnaleziony w genizie

Geniza afgańska – zbiór żydowskich tekstów religijnych pochodzących z około 1000 roku n.e., znaleziony w jednej z jaskiń w prowincji Samangan w Afganistanie w pobliżu granicy z Iranem i Uzbekistanem. Miejsce to było prawdopodobnie genizą społeczności żydowskiej mieszkającej w Afganistanie.
Geniza odnaleziona w Afganistanie mogła służyć społeczności żydowskiej, która przywędrowała na te tereny w celach kupieckich. Znajduje się ona w pobliżu jedwabnego szlaku, drogi handlowej łączącej Azję Wschodnią z Bliskim Wschodem i Europą.
Ocenia się, że afgańska geniza pochodzi z około 1000 roku n.e., co oznacza, że powstała w końcowym okresie pracy masoretów. Odnalezione w niej teksty zostały napisane w języku arabskim, judeo-arabskim i staroperskim. Znaleziono między innymi zwój będący najprawdopodobniej lamentacją po nierozpoznanej ważnej osobie, nieznane dotąd opisy starożytnego królestwa Judei, fragmenty Księgi Izajasza oraz dzieła średniowiecznego rabina Saadii Gaona. Poza rękopisami znaleziono również pierścienie, na których widnieją wygrawerowane hebrajskie imiona, np. Samuel syn Józefa.
Zwoje, które po raz pierwszy pojawiły się w Peszawarze w Pakistanie, zostały sprzedane antykwariuszom w Genewie, Londynie, Dubaju i Jerozolimie. Według prof. Haggai Ben-Shammaiego, emerytowanego wykładowcy języka i literatury arabskiej na Uniwersytecie Hebrajskim, znaleziono około 150 fragmentów, choć może ich być znacznie więcej.
Informację o odkryciu dużego zbioru dokumentów podały 30 grudnia 2011 roku izraelskie media. W 2013 roku Biblioteka Narodowa Izraela zakupiła 29 stron z pismami Saadii Gaona pochodzących z dokumentów genizy afgańskiej. O ile skala odkrycia zostanie potwierdzona, będzie je można porównać z odkryciem w XIX wieku słynnej genizy kairskiej.